# David Plaza

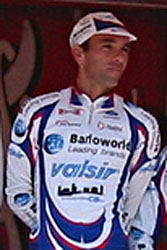
David Plaza 2005

David Plaza Romero (* 3. Juli 1970 in Madrid) ist ein ehemaliger spanischer Radrennfahrer.
1991 gewann David Plaza die Vuelta a Madrid, was ihm drei Jahre später erneut gelang. Ebenfalls 1991 siegte er bei der Vuelta a Toledo und wurde Dritter beim Mannschaftszeitfahren der Mittelmeerspiele, gemeinsam mit José Ortega, Miguel Fernández und Álvaro González de Galdeano. 1992 startete Plaza bei den Olympischen Sommerspielen in Barcelona im Mannschaftszeitfahren über 100 Kilometer. Gemeinsam mit Fernández, González und Eleuterio Mancebo belegte er Platz fünf. Im September 1994 wurde er Berufsfahrer beim Team Festina-Lotus.
1999 entschied Plaza die Portugal-Rundfahrt für sich. Er nahm zweimal an der Tour de France teil, konnte diese aber lediglich 2003 als 22. beenden, als er im Team Bianchi Teamkollege von Jan Ullrich war. Im Jahr 2000 gewann er die eine Etappe sowie die Gesamtwertung der  Deutschland Tour, und im Jahr darauf die Vuelta Ciclista de Chile. Bei der Vuelta a España 2001 erreichte er bei seiner fünften von insgesamt sieben Teilnahmen mit dem sechsten Platz seine beste Platzierung bei dieser Rundfahrt.

## Erfolge
1991
- Vuelta a Madrid
- Mittelmeerspiele – Mannschaftszeitfahren (mit José Ortega, Miguel Fernández und Álvaro González de Galdeano)

1994
- Vuelta a Madrid

1996
- eine Etappe Vuelta Ciclista de Chile

1999
- Portugal-Rundfahrt

2000
- Gesamtwertung und eine Etappe Deutschland Tour

2001
- Gesamtwertung und zwei Etappen Vuelta Ciclista de Chile
- eine Etappe Tour de Romandie

## Teams
- 1994–1996: Festina-Lotus
- 1997–1998: Cofidis
- 1999: Sport Lisboa e Benfica - Winterthur
- 2000–2001: Festina
- 2002–2003: Team Coast
- 2003: Team Bianchi
- 2004: Cafes Baque
- 2005: Team Barloworld